# Wełyki Kopani
Wełyki Kopani (ukr. Великі Копані) – wieś na Ukrainie, w obwodzie chersońskim, w rejonie chersońskim, siedziba hromady. W 2001 liczyła 5654 mieszkańców, spośród których 5147 wskazało jako ojczysty język ukraiński, 383 rosyjski, 16 mołdawski, 2 węgierski, 1 bułgarski, 11 białoruski, 81 ormiański, 1 grecki, a 12 inny.